# 北海道帯広三条高等学校
北海道帯広三条高等学校（ほっかいどうおびひろさんじょうこうとうがっこう、Hokkaido Obihiro Sanjo High School）は、北海道帯広市にある公立（道立）の高等学校。
現在は6学級を有し、一学級40名程度。文武両道の校風を目指している。
新制高校発足時、高等女学校の歴史を持つ当校と、旧制中学の歴史を持ち当時隣接していた現在の北海道帯広柏葉高等学校とで生徒の一部を互いに交換した。毎年開かれる「三柏戦」は両校の生徒だけで開かれる体育大会である。
夏に開かれる「三条祭」では、縦割りのチームごとでグラウンドに立てた鉄骨に装飾を施したアーチをシンボルに、街をねり歩く仮装パレード、中夜祭、文化祭、体育祭が行われる。

## 概要

### 設置学科
- 全日制課程普通科

### 校訓
- 一．真理を探究せよ - 高い学力を身につけた知性ある人間を育成する。
- 一．至誠勤勉たれ - 健全な判断力を備えた自律的な人間を育成する。
- 一．心身を鍛錬せよ - 心身ともに健康で明朗な人間を育成する。

### 学校教育目標
1. 高い学力を身につけた知性ある人間を育成する。
2. 健全な判断力を備えた自立的な人間を育成する。
3. 心身ともに健康で明朗な人間を育成する。

### C project
Challenge（挑戦）、Creation（創造）、Communication（コミュニケーション）の頭文字Cをとった、当校独自のキャリア教育である。Cプロと略されることが多い。
生徒の進路決定の補助の役目を担っており、当校の重要な教育活動の一つである。外部からの講師や卒業生を招いて公演を開いたり、様々な資料などを利用して、生徒のより適切な進路選択を助けている。

### 科目選択
当校は単位制で、自分の目標に合わせて科目を選択できる。音大などを目指すための科目も設置されている。一年次では芸術科目（美術、書道、音楽）しか選択科目がないが、二年次からは格段にその量が増える。

## 沿革
- 1915年
  - 4月 - 校歌制定
  - 4月15日 - 帯広町の高橋又治が十勝姉妹職業学校として設立[1]
- 1917年
  - 4月10日 - 常磐会（現・北海道帯広三条高等学校常磐同窓会）が創立される[2]
  - 8月10日 - 東2条南3丁目に2代目校舎が落成[2]
- 1920年4月 - 姉妹実科高等女学校と改称[1]
- 1923年 - 校章制定[2]
- 1928年4月 - 高等女学校に組織変更、実科併置[1]
- 1931年12月 - 校長・高橋又治が校地3,600坪および校舎備品を帯広町に寄付し帯広町立に移管、帯広町立姉妹高等女学校と改称[1][2]
- 1933年
  - 3月27日 - 北海道庁に移管、北海道庁立帯広高等女学校と改称[1]
  - 8月 - 3代目校舎が竣工し移転[1]
  - 9月 - 校旗、校章制定[2]
- 1948年4月1日 - 新学制実施に伴い北海道立帯広女子高等学校に校名変更[1][2]
- 1950年
  - 4月1日 - 男女共学を実施、商業科2学級を増設し、現校名である北海道帯広三条高等学校となった[1][2]
  - 6月15日 - 現校章制定[1][2]
- 1951年4月1日 - 定時制商業科併置[1]
- 1952年10月30日 - 現校訓決定[2]
- 1953年11月25日 - 現校歌制定
- 1954年 - 応援歌No.1制定
- 1955年
  - 応援歌No.2制定
  - 9月30日 - 創立40周年記念式典挙行、図書館建設[1][2]
- 1961年4月15日 - 開校記念日制定[1]
- 1965年
  - 4月10日 - 創立50周年記念事業、音楽室及び同階上和室改装、第二職員室、生活指導室、生徒会室、放送室、新聞部室改築[1]
  - 9月16日 - 創立50周年記念式典及び学校祭挙行（ - 9月21日）[1]
- 1966年
  - 3月 - 商業科2学級を普通科に学科転換（定時制の商業科はそのまま存続）
  - 4月 - 校舎改築促進期成会発足[1]
- 1971年4月 - 普通科2学級を学科転換して理数科2学級設置[1]
- 1973年
  - 4月 - 定時制商業科を普通科に転換[1]
  - 11月 - 校舎改築促進期成会の名称を記念会館等建設整備期成会に変更[1]
  - 12月 - 校舎改築第1期工事完成[1]
- 1974年12月 - 校舎改築第2期工事完成[1]
- 1975年10月 - 北海道帯広三条高等学校記念館完成（創立60周年記念事業）[1]
- 1976年
  - 3月 - 校舎改築第3期工事完成[1]
  - 11月9日 - 校舎改築第4期工事完成し、4代目校舎（現校舎）へ移転する（ - 11月10日）[1][2]
  - 11月22日 - 4代目校舎落成記念式件創立60周年記念式典挙行[1]
- 1978年
  - 4月 - 普通科1学級増設[1]
  - 11月24日 - 格技場完成[1]
  - 12月26日 - 増築棟完成[1]
- 1981年4月1日 - 理数科2学級を普通科に学科転換。定時制普通科募集停止[1]
- 1984年3月 - 定時制課程を閉課し、全日制普通科のみの学校となった（閉課記念式典を挙行）[1]
- 1985年9月28日 - 創立70周年記念式典挙行、記念事業記念館改装[1]
- 1995年 - 創立80周年記念式典挙行
- 2005年10月15日 - 創立90周年記念式典挙行
- 2007年 - 単位制の導入
- 2015年10月15日 - 創立100周年
- 2025年2月4日- 野球部室内練習場が記録的な大雪により倒壊

## 校歌
現行の校歌は1953年11月25日に制定されている。作詞は国文学者の風巻景次郎、作曲は筒井秀武。
当校には応援歌が二つ存在する。
- 応援歌第一「青春の栄え」
  - 昭和29年制定。作詞は松田光男、作曲は田代広和
- 応援歌第二「広漠原野」
  - 昭和30年制定。作詞は上鹿渡梅吉、作曲は大森清

## 部活動
多くの部活動が盛んに活動していて、全道大会、全国大会への出場を果たしている。
当校において、部活動は、校訓である文武両道の「武」を担っているため、ほとんどの生徒が部活に加入している。
- 運動系
  - 野球 - 野球部が高野連で勝ち進むと、全校応援が開かれる。2001年には北北海道代表として15年ぶりに夏の甲子園に出場。これは十勝管内としては12年ぶりで、当時監督だった高橋基好にとっては定年を迎える節目の年の花道となった。なお2003年から2005年までの間、元北海道日本ハムファイターズ選手の有倉雅史が野球部のコーチを務めていた。
  - サッカー・バスケットボール（男・女）・バレーボール（男・女）・ハンドボール（男・女）・バドミントン（男・女）・ソフトボール・ソフトテニス・テニス（男・女）・卓球・陸上・アーチェリー・剣道・アイスホッケー・スピードスケート
- 文化系
  - 合唱 - 2003年に10年ぶりに全日本合唱コンクール全国大会に北海道代表として出場し、高等学校部門Aグループで金賞を受賞したのを皮切りに、全国的な活躍が続いている。同コンクールで2007年から2017年まで11年連続で全国大会に出場し、2007年に金賞、2008年に銀賞、2009年には金賞と同時に文部科学大臣賞・カワイ奨励賞も合わせて受賞、2010年に銅賞、2011年、2012年には連続して金賞と同時に再度文部科学大臣賞を受賞した。2013年、2014年は銀賞、2015年は金賞と同時に埼玉県教育委員会賞、2016年は金賞と同時に香川県知事賞、2017年は銀賞。NHK全国学校音楽コンクールにおいても2007年、2008年、2011年 - 2014年、2017年の計7回、北海道代表として全国大会に出場している。音楽面の特色として、両コンクールの自由曲は2007年以降ほぼすべての年で鈴木輝昭の作品を選曲している。

2022年、NHK杯全国高校放送コンテストのテレビドキュメント部門で、『Say』が優勝作品に選ばれた。
- - 吹奏楽・演劇・写真・華道・茶道・書道・美術・フィールドサイエンス・応援団
- 外局
  - 放送・図書

## 著名な出身者

### 政治
- 上田文雄（元札幌市長、弁護士）[3]
- 清水誠一（衆議院議員）[4]
- 中川義雄（元参議院議員、元北海道議会議長）[5]
- 真下紀子（北海道議会議員）

### 法曹
- 開山憲一（公証人、元名古屋高等検察庁検事）[3]
- 小寺正史（弁護士、弁理士、元日本弁護士連合会副会長、元北海道大学客員教授）

### 経済
- 関寛（中道リース社長）[6]
- 角一幸（TKC社長）

### 学問
- 有賀秀子（農芸化学者、帯広畜産大学名誉教授）[7]
- 石澤良昭（歴史学者、上智大学学長）[7][8]
- 神谷忠孝（国文学者、北海道大学名誉教授）
- 佐藤裕一（農学博士、北里大学名誉教授）
- 渡部重十（地球物理学者・惑星科学者、北海道大学名誉教授、元地球電磁気・地球惑星圏学会会長）
- 上見錬太郎（数学者、北海道大学名誉教授）

### 文化
- 鐘下辰男（劇作家・演出家）[9]
- 西條奈加（小説家）
- 佐々木原保志（撮影監督）[9]
- 佐藤二葉（漫画家、作家、舞台女優、演出家、古代ギリシャ音楽家）
- 中城ふみ子（歌人）
- 中山善之（翻訳家）
- 伊吹文裕（ドラマー）

### 芸能
- あべなぎさ（女優・歌手）
- 近江谷太朗（俳優）
- 小野寺昭（俳優）[9]
- 平淑恵（女優）[9]
- 十勝花子（タレント）[9]
- 中川和恵（声優・舞台女優・タレント）
- 西山翔太（ALvinoのヴォーカリスト）
- エマミ・シュン・サラミ（お笑い芸人・デスペラード）
- 青山みつ紀（歌手）

### 放送
- 伊藤治明（元uhbアナウンサー）
- 多田護（元TBSアナウンサー）[10]
- 谷保恵美（フリーアナウンサー）
- 向田陽一（uhb報道部長）

### スポーツ
- 河野義博（元スピードスケート選手）
- 中島健（元プロボクサー）[9]
- 前田睦彦（元スピードスケート選手）
- 志賀葵（英語版）（アイスホッケー選手、2018年平昌オリンピック日本代表）[11]